# 심장이 뛴다 (KBS2)
《심장이 뛴다》는 2011년 KBS2에서 방송된 승부차기 파일럿 프로그램이다. 라운드별로 상금을 놓고 골키퍼와 대결을 펼쳐 상금을 쌓아가고, 획득한 상금은 최종 우승자에게 돌아가는 방식으로 진행된다.

## 결과
- 우승 : 은혁
- 준우승 : 김세진